# Edifici de la Cooperativa (Sant Joan de les Abadesses)
L'Edifici de la Cooperativa és una obra de Sant Joan de les Abadesses (Ripollès) inclosa a l'Inventari del Patrimoni Arquitectònic de Catalunya.

## Descripció
És un edifici que consta de baixos i dos pisos, i ocupen bona part dels carrers Comamala, Asprer i Talrich i amb una façana principal que dona al carrer Corriols. Actualment sols està en funcionament el cafè que ocupa la part del primer pis que té la façana al carrer Corriols, la resta està abandonat. En els baixos hi havia la botiga, l'entrada, la sala de matança i el magatzem. En el primer pis el cafè, el ball, mentre el segon pis fa molts anys que es troba en desús. La coberta és amb teules. És típica la columna que hi ha al centre de la gran sala del cafè, també són remarcables totes les façanes principalment les baranes dels balcons i les motllures de decoració que hi ha sobre totes les obertures, finestres i balcons, de variades representacions (fulles, brots de raïm). A la façana principal hi ha una finestra de forma de punt d'ametlla i un nínxol on tradicionalment hi havia una imatge de Sant Joan, i al redós el lloc on s'hi posaven els banderins de l'entitat.

## Història
L'any 1910, 22 veïns varen fundar "la Cooperativa de Consuma la Constancia Sanjuanina". Aviat varen obtenir molts bons resultats i el 1920 compren l'edifici del carrer Corriols així com algunes cases annexes a aquest edifici del carrer Comamala, fins que el 1927 hi varen inaugurar una sala de ball. Tot el que varen comprar ho varen remodelar o reconstruir amb el mateix estil (propi dels anys vint del segle xx, en què les obres d'edificis de corporacions es solien fer amb unes ornamentacions a catàleg). Per la guerra, la junta va anar modificant els interiors d'acord amb les necessitats del moment (botiga, bar, etc.), arribant al màxim d'activitat comercial als anys seixanta, del mateix segle, quan sense deixar de ser Cooperativa dels socis era també economat de la fàbrica J. Espona. El primer que va començar a decaure fou el funcionament de la sala de ball, va seguir un desinterès del socis i es va fusionar amb una cadena de Cooperatives canviant tota l'organització i actualment solament funciona el bar.